# Castlebar Celtic Women's Football Club
Maillots
Dernière mise à jour : 15 novembre 2011.
Le Castlebar Celtic Women's Football Club (en irlandais : Cumann Peile Caisleán an Bharraigh Ceiltigh) est un club de football base à Castlebar, dans le Comté de Mayo en Irlande. Le club est la section féminine du club masculin fondé en 1924.
En aout 2011, la fédération d'Irlande de football annonce que le Castlebar Celtic devient une des six équipes fondatrices du championnat d'Irlande de football féminin
Le 31 mars 2016, la FAI annonce le retrait unilatéral avec effet immédiat du Castlebar Celtic Women's football Club du championnat. Les résultats du club sont retirés du classement général de la compétition qui continue avec sept clubs. Le club se retire de la compétition après neuf matchs car il n'est plus en mesure de composer une équipe senior. En janvier l'équipe de Castlebar avait été obligée de présenter une équipe avec seulement dix joueuses contre Wexford.

## Palmarès
- Coupe d'Irlande de football féminin
  - Finaliste (1) : 2013

- Coupe de la Ligue d'Irlande de football féminin
  - Finaliste (1) : 2013 et 2014

- Mary Walsh Cup
  - Vainqueur (1) : 2009